# Acanthus hirsutus
Acanthus hirsutus là một loài thực vật có hoa trong họ Ô rô. Loài này được Boiss. mô tả khoa học đầu tiên năm 1844.